# 細巨股長蝽
細巨股長蝽（学名：Macropes australis）为長蝽科巨股長蝽屬下的一个种。